# Rönnesjöarna
Rönnesjöarna är en sjö i Falkenbergs kommun i Halland och ingår i Ätrans huvudavrinningsområde.